# Сузопська сільська рада
Сузо́пська сільська рада (рос. Сузопский сельский совет) — сільське поселення у складі Солтонського району Алтайського краю Росії.
Адміністративний центр — село Сузоп.

## Історія
Селище Карасьово було ліквідовано 2009 року.

## Населення
Населення — 833 особи (2019; 1069 в 2010, 1385 у 2002).

## Склад
До складу сільської ради входять:
| Населений пункт    | Населення, осіб (2002) | Населення, осіб (2010) |
| ------------------ | ---------------------- | ---------------------- |
| Вознесенка, селище | 1                      | 0                      |
| Карасьово, селище  | 0                      | -                      |
| Кічек, селище      | 49                     | 19                     |
| Новотроїцьк, село  | 157                    | 161                    |
| Сузоп, село        | 920                    | 725                    |
| Тосток, селище     | 243                    | 164                    |
| Шабурово, селище   | 15                     | 0                      |